# Pedicellina cernua
Pedicellina cernua är en bägardjursart som först beskrevs av Peter Simon Pallas 1774.  Pedicellina cernua ingår i släktet Pedicellina och familjen Pedicellinidae. Arten är reproducerande i Sverige. Inga underarter finns listade i Catalogue of Life.